# نبض متناوب
النبض المتناوب هو شكل من أشكال النبض يبدي فيه فحص النبض الشرياني ضربات قوية وأخرى ضعيفة. وهو دائمًا يشير إلى ضعف الانقباض البطيني الأيسر ولا يساعد بفعالية على التكهن بالمرض بدقة.

## الفسيولوجيا المرضية
في سوء وظيفة البطين الأيسر، يقل الكسر القذفي بدرجة كبيرة مما يسبب انخفاضاً في حجم الضربة ومن ثمّ يؤدي إلى زيادة في حجم نهاية الانبساط. قد يكون هناك عدم انتظام في دقات القلب في بداية الأمر باعتبارها آلية تعويضية لمحاولة الحفاظ على ثبات النتاج القلبي. وتبعًا لذلك في الدورة التالية من مرحلة الانقباض، تتمدد عضلة القلب أكثر من المعتاد ونتيجة لذلك تزداد قوة انقباض عضلة القلب حسب بقانون فرانك ستارلينغ (Frank–Starling law) للقلب. ما يؤدي بدوره إلى نبضة انقباضية أقوى.

## في الأدب
بي إتش لورانس (D.H. Lawrence) في روايته الشهيرة «أبناء وأحبة (Sons and Lovers)» والتي تصف بروعة عملية تناوب النبض:
«ثم تحسس نبضها. كانت هناك نبضة قوية تتبعها نبضة ضعيفة تشبهان الصوت وصداه. كان من المفترض أن تكون تلك النبضات إنذارًا بالرحيل.»